# Abercynon
Abercynon (pron.: /abɛrˈkənɔn/) è un villaggio con status di community del Galles sud-orientale, facente parte del distretto dicontea di Rhondda Cynon Taf e situato lungo il corso del fiume Taff. Conta una popolazione di circa 6.000 abitanti.
Si tratta di un ex-centro minerario.

## Geografia fisica
Abercynon si trova tra le località di Mountain Ash e Pontypridd (rispettivamente a sud/sud-est della prima e a nord della seconda), a pochi chilometri a sud/sud-ovest di Treharris. Dista circa 18 miglia dalla capitale gallese Cardiff.

## Storia
Il 28 ottobre 1913, il villaggio fu devastato, come altre località limitrofe nella valle del fiume Taff (quali Edwardsville, Treforest e Cilfynydd) da un violento tornado.

## Monumenti e luoghi d'interesse

### Architetture religiose
Principali edifici religiosi di Abercynon sono una chiesa dedicata a San Donat, che risale a 1898, e una chiesa dedicata a San Gwynno, risalente al 1904.

## Società

### Evoluzione demografica
Nel 2017, la popolazione della community di Abercynon era stimata in 6.070 abitanti, di cui 3.071 erano donne e 2.999 erano uomini.
La popolazione al di sotto dei 18 anni era pari a 1.370 unità; di cui 804 erano i bambini al di sotto dei 10 anni. La popolazione dai 65 anni in su era invece pari a 992 abitanti.
La località ha conosciuto un incremento demografico rispetto al 2011, quando la popolazione censita era pari 5.983 abitanti (dato in calo rispetto al 2001, quando la popolazione censita era pari a 6.062 abitanti).

## Sport
- La locale squadra di rugby è l'Abercynon RFC, club fondato nel 1886[6]